# Leopold Weiss (Politiker)
Leopold Weiss (* 9. November 1903 in Lassee; † 5. November 1991 in Hainburg) war ein österreichischer Politiker (ÖVP) und Landwirt. Weiss war von 1954 bis 1969 Abgeordneter zum Landtag von Niederösterreich.
Weiss besuchte nach der Volksschule die bäuerliche Fachschule in Obersiebenbrunn und übernahm 1931 den elterlichen Betrieb. Er wurde 1936 zum Bezirksbauernratsobmann gewählt und war zudem Kammerrat. Nach dem Zweiten Weltkrieg war Weiss zwischen 1953 und 1962 ÖVP-Hauptbezirksparteiobmann in Gänserndorf und fungierte zwischen 1961 und 1973 als Obmann des Niederösterreichischen Rübenbauernbundes. Zudem war er von 1962 bis 1974 Präsident des Verbandes österreichischen Rübenbauernorganisationen und von 1968 bis 1971 Obmann des Österreichischen Zuckerforschungsinstitutes. Weiss vertrat die ÖVP vom 10. November 1954 bis zum 20. November 1969 im Landtag und war ab dem 19. November 1964 dessen Präsident. Weiss wurde der Berufstitel Ökonomierat verliehen.